# Eagle-Eye Cherry
Eagle-Eye Lanoo Cherry (Estocolmo, Suecia, 7 de mayo de 1968) es un músico sueco-estadounidense de rock alternativo. Es hijo del trompetista y músico de jazz Don Cherry, medio hermano de la rapera Neneh Cherry y hermanastro de la cantante sueca Titiyo.

## Biografía
Eagle-Eye nació en Estocolmo el 7 de mayo de 1968 en el seno de una familia de artistas. Su padre, el reconocido trompetista estadounidense Don Cherry, decidió bautizarlo como (Eagle-Eye significa "Ojo de águila") porque la primera vez que vio a su padre lo hizo con sólo un ojo abierto. Su infancia estuvo marcada por los frecuentes viajes de su padre, al que acompañaba junto a su hermana mayor Neneh Cherry. Fue así como se acostumbró al peculiar estilo de vida de los músicos.
Con 12 años fue enviado a estudiar a Nueva York, ciudad donde formaría parte de varias bandas como batería y trabajaría como actor. En 1993 protagoniza el show de la NBC "South Beach".
En 1996, con 26 años y tras la muerte de su padre, decide regresar a su país natal para empezar a trabajar en su primer álbum, Desireless, que vería la luz al año siguiente. Desireless terminaría siendo un éxito durante 1998 y 1999, con un total de 4 millones de copias en todo el mundo y un disco de platino en Estados Unidos.
En 1999 formó dueto con el legendario guitarrista Carlos Santana en la canción "Wishing It Was", perteneciente al álbum Supernatural del artista mexicano. Este disco obtendría 9 premios Grammy.

## Una familia de artistas
Muchos miembros de su familia son músicos o artistas:
- Su madre es la pintora y artista textil Moki Cherry.
- Su padre es el músico estadounidense Don Cherry, un influyente músico de jazz.
- Su media hermana Neneh Cherry es una rapera reconocida internacionalmente.
- Su hermanastra es la exitosa cantante sueca  Titiyo Jah.
- Su medio hermano Cherno Jah es un productor musical y DJ asentado en Estocolmo.
- Su medio hermana Jan Cherry es violinista.
- Su medio hermano Will Marsden es un famoso jugador de tenis en Gran Bretaña
- Su medio hermano David Ornette Cherry es un músico de jazz radicado en Estados Unidos.
- Su sobrino Marlon Roudette es el líder del dúo británico Mattafix.

## Discografía

### Álbumes
| Año  | Álbum                        | Posiciones en las listas de éxitos | Posiciones en las listas de éxitos | Posiciones en las listas de éxitos | Posiciones en las listas de éxitos | Posiciones en las listas de éxitos | Posiciones en las listas de éxitos | Posiciones en las listas de éxitos |
| Año  | Álbum                        | SWE                                | UK                                 | U.S.                               | GER                                | FRA                                | SUI                                |                                    |
| ---- | ---------------------------- | ---------------------------------- | ---------------------------------- | ---------------------------------- | ---------------------------------- | ---------------------------------- | ---------------------------------- | ---------------------------------- |
| 1997 | Desireless                   | 2                                  | 3                                  | 45                                 | 23                                 | 4                                  | 4                                  |                                    |
| 2000 | Living In the Present Future | 3                                  | 12                                 | —                                  | 23                                 | 10                                 | 6                                  |                                    |
| 2003 | Sub Rosa                     | 40                                 | —                                  | —                                  | —                                  | 53                                 | 31                                 |                                    |
| 2006 | Live and Kicking             | —                                  | —                                  | —                                  | —                                  | —                                  | —                                  |                                    |
| 2012 | Can't Get Enough             | —                                  | —                                  | —                                  | —                                  | —                                  | —                                  |                                    |
| 2018 | Streets of You               | —                                  | —                                  | —                                  | —                                  | —                                  | —                                  |                                    |
| 2023 | Back On Track                | —                                  | —                                  | —                                  | —                                  | —                                  | —                                  |                                    |

### Sencillos
| Año  | Sencillo                    | Posiciones en las listas de éxitos | Posiciones en las listas de éxitos | Posiciones en las listas de éxitos | Posiciones en las listas de éxitos | Posiciones en las listas de éxitos | Álbum                        |
| Año  | Sencillo                    | SWE                                | UK                                 | U.S.                               | GER                                | FRA                                | Álbum                        |
| ---- | --------------------------- | ---------------------------------- | ---------------------------------- | ---------------------------------- | ---------------------------------- | ---------------------------------- | ---------------------------- |
| 1997 | "Save Tonight"              | 2                                  | 6                                  | 5                                  | 18                                 | 11                                 | Desireless                   |
| 1998 | "When Mermaids Cry"         | 34                                 | —                                  | —                                  | —                                  | —                                  | Desireless                   |
| 1998 | "Falling In Love Again"     | —                                  | 8                                  | —                                  | 81                                 | 48                                 | Desireless                   |
| 1999 | "Permanent Tears"           | —                                  | 43                                 | —                                  | —                                  | —                                  | Desireless                   |
| 2000 | "Promises Made"             | —                                  | —                                  | —                                  | —                                  | —                                  | Living in the Present Future |
| 2000 | "Are You Still Having Fun?" | 18                                 | 21                                 | —                                  | 81                                 | 37                                 | Living in the Present Future |
| 2000 | "Long Way Around"           | —                                  | 48                                 | —                                  | 85                                 | 60                                 | Living in the Present Future |
| 2003 | "Skull Tattoo"              | 54                                 | —                                  | —                                  | —                                  | —                                  | Sub Rosa                     |
| 2003 | "Don't Give Up"             | —                                  | —                                  | —                                  | —                                  | —                                  | Sub Rosa                     |